# 旺格尔斯
旺格尔斯是德国石勒苏益格－荷尔斯泰因州的一个市镇。总面积67.12平方公里，总人口2191人，其中男性1115人，女性1076人（2011年12月31日），人口密度33人/平方公里。